# Archophileurus ovis
Archophileurus ovis är en skalbaggsart som beskrevs av Hermann Burmeister 1847. Archophileurus ovis ingår i släktet Archophileurus och familjen Dynastidae. Inga underarter finns listade.